# Mônaco
Mônaco war eine brasilianische Automarke.

## Markengeschichte
Ein Unternehmen aus Fortaleza stellte in den frühen 1990er Jahren Automobile her. Der Markenname lautete Mônaco. Zwei existierende Fahrzeuge sind auf 1990 bzw. 1992 datiert.

## Fahrzeuge
Im Angebot standen VW-Buggies. Auf einen Rohrrahmen wurde eine offene türlose Karosserie aus Fiberglas montiert. Hinter den vorderen Sitzen war eine Überrollvorrichtung. Ein luftgekühlter Vierzylinder-Boxermotor von Volkswagen do Brasil mit 1600 cm³ Hubraum im Heck trieb die Hinterräder an. Eckige Scheinwerfer waren in die Fahrzeugfront integriert.